# It Takes a Lot to Laugh, It Takes a Train to Cry
It Takes a Lot to Laugh, It Takes a Train to Cry är en låt skriven och komponerad av Bob Dylan. Låten finns med på albumet Highway 61 Revisited som lanserades 1965. Låten går i ett långsamt tempo är bluesbaserad, den lånar även några textrader från äldre blueskompositioner. Textmässigt är låten en resignation inför en kvinna. Dylan framförde låten på The Concert for Bangla Desh 1970. Låten finns även med på albumen The Bootleg Series Vol. 5: Bob Dylan Live 1975, The Rolling Thunder Revue (släppt 2002) och The Bootleg Series Vol. 7: No Direction Home: The Soundtrack (släppt 2005).
Denna låt har spelats in av artister som Al Kooper (albumet Super Session 1969), Blue Cheer (albumet New! Improved! 1969), Leon Russell (1971), Marianne Faithfull (albumet Rich Kid Blues 1984) och Toto (albumet Through the Looking Glass 2002). Steely Dan lånade en av låtens inledande fraser till att döpa sitt debutalbum Can't Buy a Thrill.